# Classification de Vaucouleurs

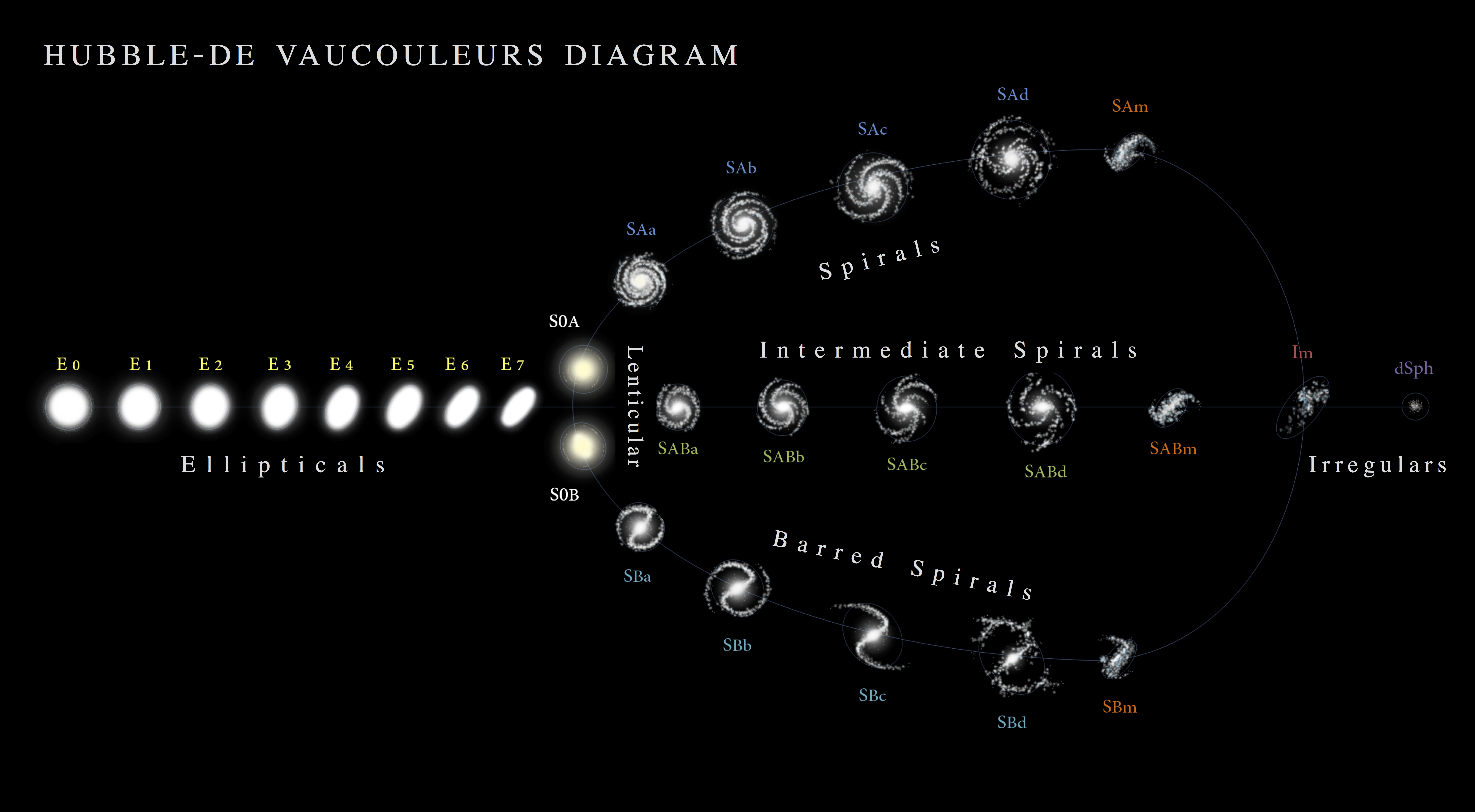
La classification de Vaucouleurs prolonge la séquence de Hubble.

En astronomie, la classification de Vaucouleurs est basée sur des critères morphologiques des galaxies et fut développée en 1959 par Gérard de Vaucouleurs.

## Historique
En 1959, Gérard de Vaucouleurs révisa la classification morphologique de Hubble pour tenir compte des caractéristiques plus subtiles dans la structure des galaxies, notamment pour les galaxies spirales et lenticulaires. Il a remarqué que la classification à deux branches de Hubble, basée sur l'enroulement plus ou moins serré des bras (les lettres a, b et c) et sur la présence d'une barre (SB) ou son absence (S), ne décrit pas adéquatement toute la gamme des formes des galaxies observées. En particulier, le système qu'il a proposé rend compte des anneaux entourant soit le noyau de la galaxie ou la galaxie elle-même, ainsi que de la forme de la structure centrale.

## Système de Vaucouleurs
Le système de Vaucouleurs conserve les types de galaxie de Hubble : elliptique (E), lenticulaire (S0), spirale (S) et irrégulière (Irr). La notation S0/a désigne une galaxie intermédiaire entre une galaxie lenticulaire et une galaxie spirale Sa. Selon leur contenu en poussière, trois classes de galaxies lenticulaires sont introduites : S0-, S0, S0+. La notation « pec » (peculiar) désigne une galaxie de forme anormale. Un d précédant la séquence indique qu'il s'agit d'une galaxie naine (dwarf en anglais)
Afin d'apporter plus de précision à la classification de Hubble, de Vaucouleurs a introduit un système plus élaboré pour les galaxies spirales basé sur les trois caractéristiques morphologiques suivantes. Ce système s'applique en partie aux galaxies lenticulaires dotées d'une barre centrale.
- Barre centrale. De Vaucouleurs utilise la notation SB pour désigner les galaxies spirales dotées d'une barre reliée au bulbe central. L'absence de cette barre est notée SA. La notation intermédiaire SAB désigne une galaxie faiblement barrées. Les galaxies lenticulaires sont également classée SA0 en absence de barre, SB0 en présence d'une barre ou S0 qui est réservé au cas où il est impossible de déterminer la présence ou l'absence d'une barre, le plus souvent en raison de la ligne de visée.
- Anneau. Les galaxies qui présentent un anneau entourant le bulbe sont désignées par la lettre r (ring) et celles sans anneau sont notés s. La notation rs désigne les galaxies intermédiaires entre r et s. La notation (R) ou (R') devant la classification indique la présence d'un anneau entourant la galaxie ou d'un pseudo-anneau lorsque les bras spiraux se rejoignent.
- Bras spiraux. Comme dans le schéma de Hubble, les lettres a, b et c indiquent le degré d'enroulement des bras. Le système de Vaucouleur étend les deux branches de la fourche du schéma de Hubble pour inclure des classes de galaxies spirales supplémentaires :
  - Sd (SBd) : bras diffus et brisés faits d'amas individuels et de nébuleuses, éclat lumineux du bulbe central très faible ;
  - Sm (SBm) : d'apparence irrégulière, pas de bulbe central ;
  - Im : galaxie très irrégulière.

Dans le schéma original de Hubble, la plupart des galaxies de ces trois dernières classes sont classées comme irrégulières (Irr). Les galaxies dans les classes Sm et Im sont appelées des galaxies magellaniques. Par exemple, le Grand Nuage de Magellan est de type SBm.
Des compléments ont été apportées à ce système. On retrouve ainsi les notations (R1), (R2), (R'1) et (R'2) pour deux types d'anneaux externes. Un noyau en forme de lentille (nl) ou encore une forme externe en forme de lentille (L) est aussi inclus. Enfin la notation (R1R'2) vaut pour une forme mixte de l'anneau externe.
La classification des galaxies n'est pas supervisée par un organisme attitré comme l'Union astronomique internationale. Elle peut donc varier d'un site à l'autre. Par exemple, NGC 1512 est classifié SB(r)ab] par la base de données IPAC et SBb:r par Simbad.

### Exemples
La galaxie NGC 1512 est de type morphologique SB(r)ab. SB indique qu'il s'agit d'une spirale barrée. Spirale barrée SB. Un anneau (r) entoure le bulbe central. Les lettres ab indiquent un enroulement intermédiaire des bras entre a et b.
La galaxie NGC 4314 est de type morphologique SB(rs)a. SB indique qu'il s'agit d'une spirale barrée. Un pseudoanneau (rs) entoure le bulbe. La lettre 'a' indique un enroulement serré des bras.
La galaxie NGC 3081 est de type morphologique (R)SAB0/a(r). C'est une pirale faiblement barrée SAB, mais le code 0/a indique qu'il s'agit d'une galaxie intermédiaire entre une spirale Sa et une lenticulaire S0. Un anneau (r) entoure le bulbe central. Un anneau (R) entoure la galaxie.
La galaxie NGC 1433 est de type morphologique (R'1)SB(rs)ab Sy2. C'est une spirale barrée. Un pseudoanneau de type 1 (R'1) entoure la galaxie. Il y a une structure intermédiaire entre un anneau et l'absence d'anneau (rs) autour du bulbe. La notation Sy2 indique qu'il s'agit d'une galaxie de Seyfert de type 2.

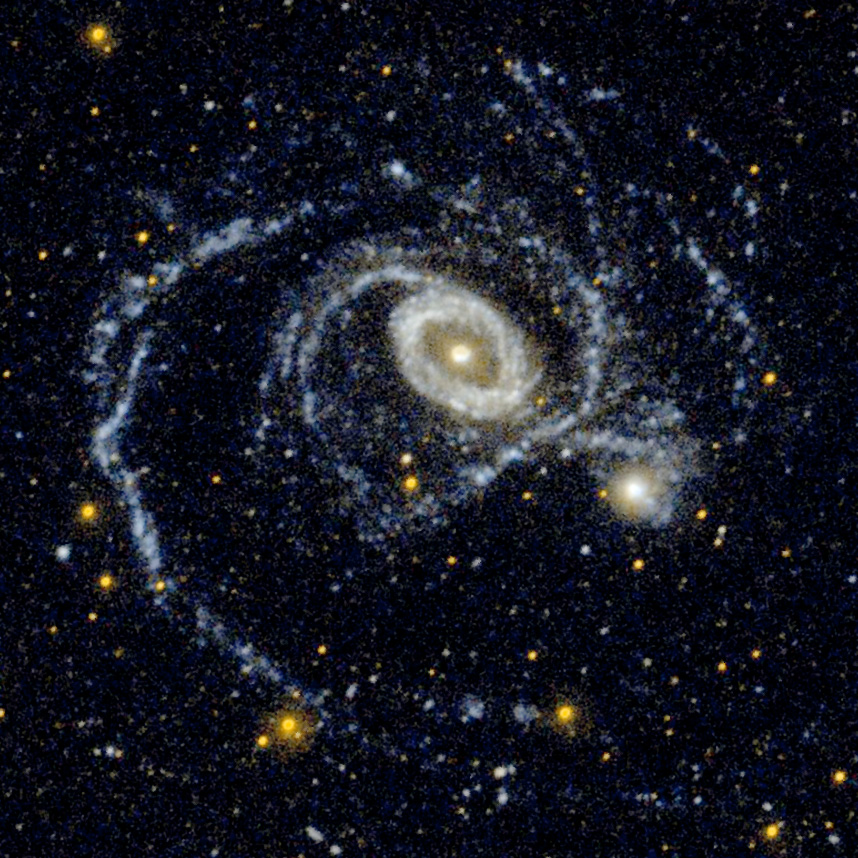
NGC 1512 de type SB(r)ab. (GALEX)
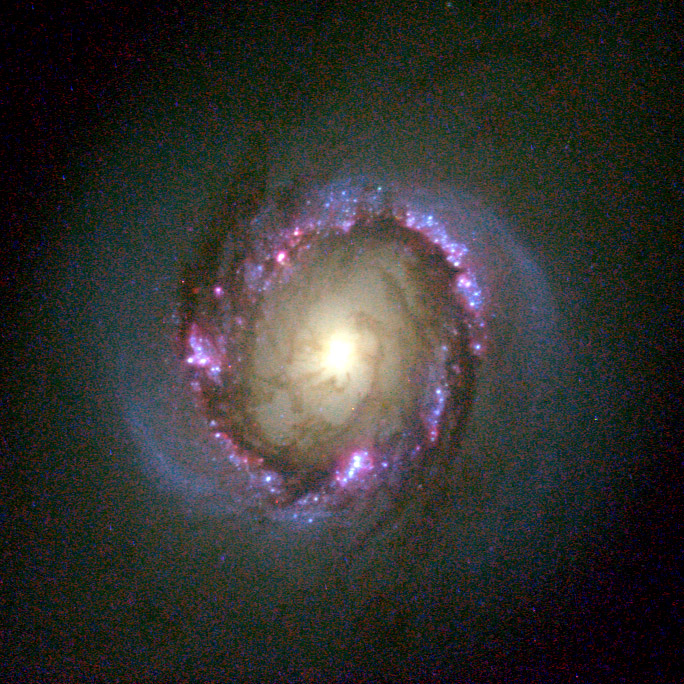
NGC 4314 de type SB(rs)a. (Télescope spatial Hubble)
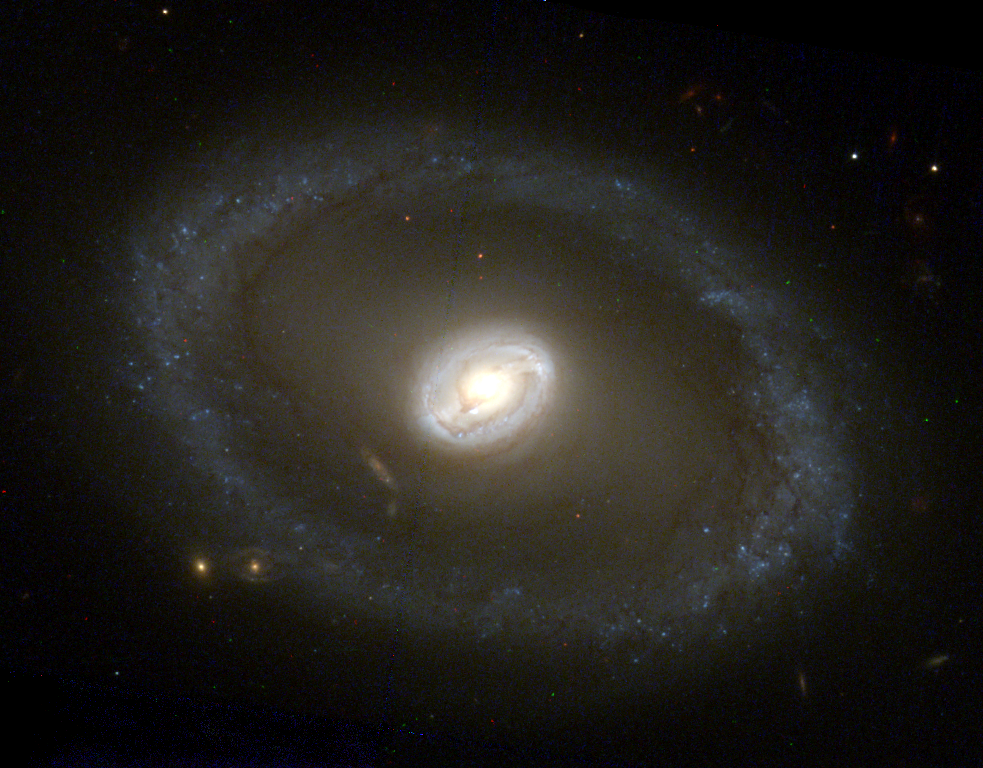
NGC 3081 de type (R)SAB0/a(r) (Télescope spatial Hubble)